# Letteratura somala
La letteratura somala è costituita principalmente da produzioni poetiche diffuse con la tradizione orale in quanto la lingua scritta è stata codificata solamente nel 1972.
L'arabo è stato per lungo tempo l'unica lingua scritta in Somalia soprattutto per libri religiosi.

## Letteratura tradizionale

### La poesia
Nella poesia somala, nonostante la trasmissione prevalentemente orale, è possibile risalire ad autori ed alle motivazioni che hanno portato alla loro creazione, grazie alla memoria tipica delle culture tradizionali orali.
Tra i maggiori poeti si ricordano:Aw-Muuse Ismaaciil (morto intorno alla metà del XIX secolo e considerato il miglior poeta del suo tempo), Raage Ugaas Warfaa (XIX secolo, poeta-pastore considerato uno dei massimi poeti di ogni tempo), che in gioventù visse nei pressi di Dhagax-Buur (regione dell'Ogaden), Cali Jaamac Haabiil (1850-1929, che condusse vita pastorale nella regione di Burco), e molti altri tra cui Xirsi Garaad Faarax Wiilwaal, Cali Bucu Axmed-Guray Maxamed Cabdille, Faarax Afcad, Qawdhan Ducaale, Sayid Maxamed Cabdille Xasan (1856-1921), celebre poeta che fu anche un leader della lotta per l'indipendenza contro italiani e britannici, Ismaaciil Mire (suo contemporaneo), Cismaan Yuusuf Cali "Keenadiid" (fine XIX-inizi XX secolo, che per primo inventò, negli anni venti, un sistema di trascrizione del somalo), Xuseen Maxamuud Faarax, Xuseen Dhigle, Saahid Qamaan, Qamaan Bulxan, Nuur Ugaas Rooble, Cilmi Ismaaciil Liibaan (noto come "Cilmi Boodhari", ca. 1908-1941, che abbandonò la vita pastorale per trasferirsi a Berbera, dove amò, non ricambiato, Hodan Cabdille, che gli ispirò appassionate poesie), Faarax Shuuriye, Cumar Xuseen Ostreeliya, Maxamed Good Shimbir, Axmed Ismaaciil Diiriye "Qaasim",  Cali Xuseen Xirsi (1913-1976, nativo di Burao), e Mohamed Ibrahim Warsame "Hadrawi", considerato da molti il miglior poeta vivente.
Dal punto di vista dei generi e della forma poetica, nella poesia somala (maanso) si riconoscono quattro stili principali: gabay (il più diffuso e con i versi più lunghi, tra 14 e 18 sillabe), geeraar, jiifto, e buraambur. I primi tre sono considerati eminentemente "maschili", mentre il quarto è tipico delle donne, anche se la distinzione non è completamente rigida: si conoscono esempi di donne che hanno composto poesie in stile gabay o geeraar, come pure uomini autori di poesie in stile buraambur.

### Narrazione
Se le espressioni poetiche sono quelle che più vengono considerate per il loro valore artistico e letterario, non va dimenticato il grande ruolo svolto dalla narrazione orale, sia in fatto di racconti di "intrattenimento" sia per quello che riguarda i testi di memoria storica degli eventi passati.

## Letteratura moderna

### Romanzi
Con l'abbandono dello stile di vita tradizionale e l'accesso alla vita cittadina ed al contatto con le altre culture, sono sorti e si sono rapidamente sviluppati anche generi letterari nuovi, ispirati a quelli delle altre letterature. Per quanto riguarda la fiction, i primi romanzi vennero scritti da Maxamed Daahir Afrax: Maanafaay (nome della protagonista, uscito per la prima volta a puntate su un quotidiano nel 1979) e Galti-maacruf ("Politica da cammellieri", 1980).
Mohamed Aden Sheikh ha pubblicato le sue memorie di vita politica in Somalia e in Italia in La Somalia non è un paese dei Caraibi (Diabasis, 2010)

### Teatro
Il teatro fu il primo tra i generi "nuovi" a diffondersi in Somalia, già a partire dagli anni cinquanta e sessanta del Novecento. Tra gli autori di teatro si segnalano Cali Sugulle e Xasan Sheekh Muumin.